# العلاقات الإندونيسية الفنزويلية
العلاقات الإندونيسية الفنزويلية هي العلاقات الثنائية التي تجمع بين إندونيسيا وفنزويلا.

## مقارنة بين البلدين
هذه مقارنة عامة ومرجعية للدولتين:
| وجه المقارنة                                              | إندونيسيا         | فنزويلا                                  |
| --------------------------------------------------------- | ----------------- | ---------------------------------------- |
| المساحة (كم2)                                             | 1.90 مليون        | 916.45 ألف                               |
| عدد السكان (نسمة)                                         | 263.99 مليون      | 28.87 مليون                              |
| الكثافة السكانية (ن./كم²)                                 | 138.94            | 31.5                                     |
| العاصمة                                                   | جاكرتا            | كاراكاس                                  |
| اللغة الرسمية                                             | اللغة الإندونيسية | اللغة الإسبانية، لغة الإشارة الفنزويلية ‏ |
| العملة                                                    | روبية إندونيسية   | بوليفار فنزويلي                          |
| الناتج المحلي الإجمالي (بليون دولار)                      | 1.02 تريليون      | 482.36 مليار                             |
| الناتج المحلي الإجمالي (تعادل القوة الشرائية) بليون دولار | 2.85 تريليون      |                                          |
| الناتج المحلي الإجمالي الاسمي للفرد دولار أمريكي          | 3.35 ألف          |                                          |
| الناتج المحلي الإجمالي للفرد دولار أمريكي                 | 10.52 ألف         |                                          |
| مؤشر التنمية البشرية                                      | 0.684             | 0.762                                    |
| رمز المكالمات الدولي                                      | +62               | +58                                      |
| رمز الإنترنت                                              | .id               | .ve                                      |
| المنطقة الزمنية                                           |                   | 00                                       |

## منظمات دولية مشتركة
يشترك البلدان في عضوية مجموعة من المنظمات الدولية، منها:
| علم المنظمة | اسم المنظمة                        | تاريخ انضمام إندونيسيا | تاريخ انضمام فنزويلا |
| ----------- | ---------------------------------- | ---------------------- | -------------------- |
|             | يونسكو                             | 27 مايو 1950           | 25 نوفمبر 1946       |
|             | وكالة ضمان الاستثمار متعدد الأطراف | 12 أبريل 1988          | 9 مايو 1994          |
|             | الأمم المتحدة                      | 28 سبتمبر 1950         | 15 نوفمبر 1945       |
|             | الاتحاد البريدي العالمي            | ?                      | ?                    |
|             | البنك الدولي للإنشاء والتعمير      | 13 أبريل 1967          | 30 ديسمبر 1946       |
|             | المنظمة الهيدروغرافية الدولية      | ?                      | ?                    |
|             | الاتحاد الدولي للاتصالات           | 1949                   | 13 أغسطس 1920        |
|             | منظمة حظر الأسلحة الكيميائية       | ?                      | ?                    |
|             | مؤسسة التمويل الدولية              | 23 أبريل 1968          | 28 ديسمبر 1956       |
|             | منظمة التجارة العالمية             | ?                      | ?                    |
|             | منظمة الشرطة الجنائية الدولية      | 5 أكتوبر 1954          | ?                    |

## وصلات خارجية
- موقع وزارة الخارجية الإندونيسية
- موقع وزارة الخارجية الفنزويلية